# Барбікан оливковий
Барбікан оливковий (Stactolaema olivacea) — вид дятлоподібних птахів родини лібійних (Lybiidae).

## Поширення
Вид поширений в південно-східній частині Африки від Кенії на південь до ПАР. Мешкає в різноманітних лісах від рівня моря до 1800 метрів.

## Опис
Птах має тьмяно-оливкове оперення, жовтіше на крилах, і блідіші на животі. Голова та підборіддя темно-коричневі, а очі варіюються від тьмяно-червоного до помаранчевого. Дзьоб чорний, а ноги чорнуваті.

## Підвиди
- S. o. olivacea — прибережна Кенія та височини центральної Танзанії;
- S. o. uluguruensis — гори Улугуру  на сході Танзанії[3]
- S. o. howelli — гори Удзунгва  в Танзанії;
- S. o. rungweensis — гора Рунгве і гори Порото (Танзанія) і пагорби Місуку (Північне Малаві);[3]
- S. o. hylophona — лісові заповідники Нгарама, Рондо і, можливо, Мітундумбея в прибережній Танзанії[4]
- S. o. belcheri — гора Тьйоло в Малаві і гора Намулі в Мозамбіку;
- S. o. woodwardi — ліс Онгоє в Квазулу-Натал (ПАР).